# تپه فخره ۱
تپه فخره ۱ مربوط به سده‌های اولیه و میانه دوران‌های تاریخی پس از اسلام است و در شهرستان ابهر، بخش مرکزی، دهستان صایین قلعه، ۴۶۰۰ متری شمال غرب روستای عمیدآباد واقع شده و این اثر در تاریخ ۲۶ دی ۱۳۸۶ با شمارهٔ ثبت ۲۰۵۱۲ به‌عنوان یکی از آثار ملی ایران به ثبت رسیده است.